# 格鲁吉亚王国
格鲁吉亚王国是格鲁吉亚历史上的一个時期，由巴格拉季昂王朝的巴格拉特三世於十一世紀初建立，並持續到十五世紀末。

## 歷史
1008年，巴格拉特三世統一了阿布哈茲王國與陶-克拉爾傑蒂王國，建立喬治亞王國。喬治亞建國後經常面臨外在威脅，首先是拜占庭帝國，接著是土耳其人入侵。1121年，喬治亞國王大衛四世在迪德格里戰役大勝塞爾柱土耳其軍隊，開啟了喬治亞黃金時代。
塔瑪爾女王是喬治亞最著名的統治者之一，她在位期間喬治亞王國勢力達到鼎盛。她的丈夫大衛·索斯蘭，帶領喬治亞拿下對周圍敵國一次又一次的勝利（如1202年的巴西亞尼戰役）。一項塔瑪爾女王最著名的功績即協助建立特拉比松帝國，此後喬治亞與特拉比松締結盟約多年。

塔瑪爾女王在位期間的喬治亞

十三世紀，蒙古入侵，喬治亞被迫向蒙古稱臣納貢。吉奧爾基五世曾短暫領導喬治亞中興，但隨後的黑死病以及帖木兒的無數次入侵摧毀了該國的經濟、人口和城市中心。在拜占庭和特拉比松帝國被鄂圖曼土耳其人滅亡後，王國的地緣政治局勢進一步惡化。到了15世紀，喬治亞已無力控制王國所有地區，卡尔特利、卡赫蒂和伊梅雷蒂先後分裂出去——每個國家都由巴格拉季昂王朝的一個分支統治。最後一個試圖統一喬治亞的君主是君士坦丁二世，他死後喬治亞徹底分裂為三個王國。